# 엘리미네이터 (2016년 영화)
《엘리미네이터》(Eliminators)는 미국에서 제작된 제임스 넌 감독의 2016년 액션 영화이다. 스콧 앳킨스 등이 주연으로 출연하였고 제임스 해리스 등이 제작에 참여하였다.

## 출연

### 주연
- 스콧 앳킨스

### 조연
- 제임스 코스모
- 스튜 베넷

## 기타
- 원작자: 네이든 브룩스